# Giuseppe Galderisi
Giuseppe Galderisi (Salerno, Provincia de Salerno, Italia, 22 de marzo de 1963) es un exfutbolista y director técnico italiano. Se desempeñaba en la posición de delantero.

## Selección nacional
Fue internacional con la selección de fútbol de Italia en 10 ocasiones. Debutó el 2 de junio de 1985, en un encuentro ante la selección de México que finalizó con marcador de 1-1. Participó en el mundial de México 1986 a los 23 años, jugando los 4 partidos de titular.

## Clubes
Comenzó jugando para la poderosa Juventus desde 1980 a 1983 como pieza de recambio, jugando 24 encuentros y anotando 6 goles. En 1983 a los 20 años, para tener más continuidad y demostrar su fútbol, el pequeño delantero de 1.68, ficha por el Hellas Verona donde vivió su mejor etapa como futbolista, anotando 9 goles en su primera temporada 83-84 y convirtiéndose en el goleador de su equipo en la temporada 84-85 con 11 goles, logrando el primer campeonato en la historia del club y convirtiéndose en ídolo.
Estuvo en Verona hasta 1986, en que lo ficha un grande de Italia el A. C. Milan que iniciaba una etapa de recambio para volver a convertirse de nuevo en un protagonista de Europa, en esta etapa de transición, jugó una sola temporada 86-87, con 21 apariciones y 3 goles, con la venida de Arrigo Sacchi al Milan en 1987 y el tridente holandés (Gullit, Van Basten y Rijkaard) se hace una revolución en el club y el Milan lo cede a la Lazio la temporada 87-88 con 33 presencias y un solo gol. Luego lo presta al Verona donde regresa en la temporada 88-89 anotando 4 goles en 28 partidos. 
El Milan lo vende al Calcio Padova de la serie B en 1989, donde logra subir a la serie A en la temporada 90-91 haciendo un gran campeonato y quedando en 5.º lugar, aquí en Padova volvió a su fútbol, a los goles y al cariño de una hinchada. Jugó hasta 1995 anotando 50 goles en 180 partidos.
Después aceptó una propuesta de América, recalando en la liga norteamericana en dos equipos, primero el Tampa Bay Mutiny (1996) y luego el New England Revolution en 1997 donde se retiró a los 34 años.

### Participaciones en Copas del Mundo
| Mundial                        | Sede      | Resultado        |
| ------------------------------ | --------- | ---------------- |
| Copa Mundial Sub-20 de 1981    | Australia | Primera fase     |
| Copa Mundial de Fútbol de 1986 | México    | Octavos de final |

### Participaciones en Eurocopas
| Eurocopa                | Sede          | Resultado        |
| ----------------------- | ------------- | ---------------- |
| Eurocopa Sub-21 de 1982 | Sin sede fija | Cuartos de final |
| Eurocopa Sub-21 de 1984 | Sin sede fija | Semifinal        |

## Clubes

### Como futbolista
| Club                   | País           | Año       |
| ---------------------- | -------------- | --------- |
| Juventus F. C.         | Italia         | 1980-1983 |
| Hellas Verona          | Italia         | 1983-1986 |
| A. C. Milan            | Italia         | 1986-1987 |
| S. S. Lazio            | Italia         | 1987-1988 |
| Hellas Verona          | Italia         | 1988-1989 |
| A. C. Milan            | Italia         | 1989      |
| Calcio Padova          | Italia         | 1989-1995 |
| Tampa Bay Mutiny       | Estados Unidos | 1996      |
| New England Revolution | Estados Unidos | 1997      |

### Como entrenador
| Club                         | País     | Año       |
| ---------------------------- | -------- | --------- |
| U. S. Cremonese              | Italia   | 2000-2001 |
| A. C. Mestre                 | Italia   | 2001-2002 |
| Giulianova Calcio            | Italia   | 2002-2003 |
| A. S. Gubbio                 | Italia   | 2004      |
| Viterbese Calcio             | Italia   | 2005      |
| Sambenedettese Calcio        | Italia   | 2005-2006 |
| U. S. Avellino               | Italia   | 2006-2007 |
| U. S. Foggia                 | Italia   | 2008      |
| Pescara Calcio               | Italia   | 2008-2009 |
| A. C. Arezzo                 | Italia   | 2009-2010 |
| Benevento Calcio             | Italia   | 2010-2011 |
| Triestina Calcio             | Italia   | 2011-2012 |
| U. S. Salernitana            | Italia   | 2012      |
| S. C. Olhanense              | Portugal | 2014      |
| A. S. Lucchese Libertas 1905 | Italia   | 2015 -    |

## Palmarés

### Como futbolista

#### Campeonatos nacionales
| Título      | Club           | País   | Año     |
| ----------- | -------------- | ------ | ------- |
| Serie A     | Juventus F. C. | Italia | 1980-81 |
| Serie A     | Juventus F. C. | Italia | 1981-82 |
| Copa Italia | Juventus F. C. | Italia | 1982-83 |
| Serie A     | Hellas Verona  | Italia | 1984-85 |